# Sommer-Paralympics 2012/Teilnehmer (Indonesien)
| stlisierte Goldmedaille | stlisierte Silbermedaille | stlisierte Bronzemedaille |
| ----------------------- | ------------------------- | ------------------------- |
| —                       | —                         | 1                         |

Indonesien entsandte zu den Paralympischen Sommerspielen 2012 in London (29. August bis 9. September) eine aus vier Sportlern bestehende Mannschaft. Insgesamt gewann Indonesien eine Medaille und fand sich auf Platz 74 des Medaillenspiegels wieder.

## Medaillengewinner

### Bronze
| Name         | Sportart    | Wettkampf           |
| ------------ | ----------- | ------------------- |
| David Jacobs | Tischtennis | Einzel C10 – Männer |

## Teilnehmer nach Sportart

### Leichtathletik
| Athleten             | Wettbewerb     | Vorlauf / Vorkampf | Vorlauf / Vorkampf | Halbfinale   | Halbfinale | Finale       | Finale | Rang |
| Athleten             | Wettbewerb     | Zeit / Weite       | Rang               | Zeit / Weite | Rang       | Zeit / Weite | Rang   | Rang |
| -------------------- | -------------- | ------------------ | ------------------ | ------------ | ---------- | ------------ | ------ | ---- |
| Männer               |                |                    |                    |              |            |              |        |      |
| Setiyo Budi Hartanto | Weitsprung F46 | –                  | –                  | –            | –          | 6,44 m       | 5      | 5    |
| Setiyo Budi Hartanto | Dreisprung F46 | –                  | –                  | –            | –          | 13,41 m      | 7      | 7    |

### Powerlifting (Bankdrücken)
| Athleten            | Wettbewerb       | Gewicht | Rang |
| ------------------- | ---------------- | ------- | ---- |
| Frauen              |                  |         |      |
| Ni Nengah Widiasdih | Klasse bis 40 kg | 78 kg   | 5    |

### Schwimmen
| Männer       |                 |     |     |               |               |               |
| Agus Ngaimin | 100 m Rücken S6 | DNS | DNS | ausgeschieden | ausgeschieden | ausgeschieden |

### Tischtennis
| Athleten     | Wettbewerb         | Gruppe  | 1. Runde | 1. Runde | Viertelfinale | Viertelfinale | Halbfinale | Halbfinale | Finale                                        | Finale   | Rang   |
| Athleten     | Wettbewerb         | Gruppe  | Gegner   | Ergebnis | Gegner        | Ergebnis      | Gegner     | Ergebnis   | Gegner                                        | Ergebnis | Rang   |
| ------------ | ------------------ | ------- | -------- | -------- | ------------- | ------------- | ---------- | ---------- | --------------------------------------------- | -------- | ------ |
| Männer       |                    |         |          |          |               |               |            |            |                                               |          |        |
| David Jacobs | Einzel (Klasse 10) | Freilos | Freilos  | Freilos  | Lü Xiaolei    | 3:1           | Ge Yang    | 1:3        | Spiel um den 3. Platz: José Manuel Ruiz Reyes | 3:1      | Bronze |